# Chandranigahapur
Chandranigahapur – gaun wikas samiti w środkowej części Nepalu  w strefie Narajani w dystrykcie Rautahat. Według nepalskiego spisu powszechnego z 2001 roku liczył on 3327 gospodarstw domowych i 18659 mieszkańców (9156 kobiet i 9503 mężczyzn).